# مات إيفانز (لاعب اتحاد الرغبي)
مات إيفانز هو لاعب اتحاد الرغبي كندي، ولد في 2 يناير 1988 في سالزبوري في المملكة المتحدة.

## وصلات خارجية
- مات إيفانز عل موقع إسبنسكروم (الإنجليزية)
- مات إيفانز على موقع ItsRugby.co.uk (الإنجليزية)